# 장궈좡역
장궈좡역(중국어: 张郭庄站)은 중국 베이징시 펑타이구 창신뎬 가도 위안보위안 남로에 위치한 베이징 지하철 14호선의 지하철역이다. 2013년 5월 5일에 14호선의 서부 구간(장궈좡 ~ 시쥐)과 함께 개통하였다.

## 위치
장궈좡역은 펑타이허시 지구(융딩허 서안), 위안보위안 남로 양방향 도로 중간, 다휘창 동로 동쪽에 위치한다.

## 역 구조
장궈좡역은 베이징성 건설 설계 연구소와 미국 LAS 건축 설계 그룹이 공동으로 설계했다. 고가역에 상대식 승강장 구조를 채택한 이 역의 외관은 노출콘크리트 공법을 적용하여 역 면적의 75%에 자연 채광을 제공하는 들쭉날쭉한 지붕을 갖춘 녹색 건물로 설계되었다. 태양광 발전을 위해 지붕에는 총 2,500㎡ 규모의 태양광 집열판 1,000개가 설치되었고, 화장실은 중수를 사용한다. 더운 여름과 추운 겨울이 버스를 기다리는 노인들에게 영향을 미치지 않도록 양쪽 역에 에어컨이 설치된 대기실을 설치했다. 14호선 서쪽 끝에 교차선이 존재하여 14호선 열차 회차가 가능하고, 14호선 동쪽 끝에 건넘선이 있어 역 바로 앞에서 회차하는 열차를 이용할 수 있다.

### 층별 구조
| 3층 승강장 층 | 상대식 승강장, 오른쪽 출입문이 열림 | 상대식 승강장, 오른쪽 출입문이 열림             |
| 3층 승강장 층 | ←                                   | ■ 14호선 하차 전용 승강장                       |
| 3층 승강장 층 | →                                   | ■ 14호선 산거좡 방면 (위안보위안)               |
| 3층 승강장 층 | 상대식 승강장, 오른쪽 출입문이 열림 |                                                 |
| 2층 대합실 층 | 대합실                              | 발권 서비스, 자동 티켓 판매기, 고객 서비스 센터 |
| 지면층        | 출입구                              | A-B출입구                                       |

## 출입구
|                         |                             |                             |      |             |
| 출구                    | 지시                        | 출구 인근                   | 사진 | 무장애 시설 |
| 出口 · A                | 위안보위안 남로(园博园南路) | 장궈좡 유치원(张郭庄幼儿园) |      |             |
| 出口 · B                | 위안보위안 남로(园博园南路) | 정기합작빌딩(政企合作大厦)  |      |             |
| 아이콘 설명: 엘리베이터 |                             |                             |      |             |

## 미래 계획
1호선 지선 연장선이 경유할 예정으로, 1호선 지선의 장궈좡역은 건축 면적 23,500㎡의 지하역이다.
1호선 지선 접근을 위해 14호선 A출입구의 기존 지면 대합실을 지면 환승 층으로 확장한다.